# Bristol Island
Bristol Island (spanisch Isla Blanco, auch Isla Blanca) ist eine der im Südatlantik gelegenen Südlichen Sandwichinseln. Die Insel gehört politisch zum Britischen Überseegebiet „Südgeorgien und die Südlichen Sandwichinseln“, wird aber auch von Argentinien beansprucht.

## Geographie
Die unbewohnte und zu 98 % mit Eis bedeckte Vulkaninsel liegt südlich von Montagu Island und nördlich von Morell Island. Mit einer Fläche von ungefähr 46 km² ist Bristol Island hinter den Inseln Montagu Island und Saunders die drittgrößte der Südsandwichinseln.
Bristol Island besteht im Wesentlichen aus mehreren einander überlappenden Stratovulkanen, wovon einige bis heute aktiv sind. Die drei größten sind Mount Darnley (1100 m), der südlichste, dann der Havfruen Peak (365 m) und Mount Sourabaya (915 m). Ausbrüche wurden in den Jahren 1823, 1935, 1936, 1950, 1956 und zuletzt 2016 (Mount Sourabaya) registriert.
Die drei Felseilande Grindle Rock, Wilson Rock und Freezland Rock sind der Insel westlich vorgelagert. Wegen der von Jahr zu Jahr wechselnden Schelfeisflächen ist eine genaue Vermessung der Inselgröße schwierig.

## Geschichte
Bristol Island wurde 1775 vom englischen Seefahrer James Cook entdeckt und nach dem britischen Marineoffizier Augustus Hervey, 3. Earl of Bristol (1724–1779), Cape Bristol genannt, da er annahm, es handele sich um die Spitze eines größeren Landes. Erst Fabian von Bellingshausen stellte 1820 den Inselcharakter fest. Die erste bekannte Landung auf Bristol Island erfolgte 1908 durch den norwegischen Walfänger Carl Anton Larsen.